# Droga krajowa B73 (Niemcy)
Droga krajowa 73 (niem. Bundesstraße 73, B 73) – niemiecka droga krajowa przebiegająca  na osi północny zachód, południowy wschód z Cuxhaven do Hamburga.

## Linki zewnętrzne

B73 w Hamburgu